# Undine (Hoffmann)
Undine är en tysk sagoopera (Zauberoper) i tre akter med musik av E.T.A. Hoffmann och libretto av Friedrich de la Motte Fouqué efter hans egen novell.

## Historia
Undine var Hoffmanns mest betydande opera och hyllades av Carl Maria von Weber som "representerande den tyska idealoperan". Hoffmann utforskade romantikens tidiga idéer om hjältens och hjältinnans död beskrivet av en av huvudpersonerna (Heilmann) som en kärleksdöd (Liebestod). Det är möjligt att Richard Wagner som var en stor beundrare av Hoffmann hela livet kom ihåg termen och konceptet för eget bruk. Operan hade premiär den 3 augusti 1816 i Konzerthaus i Berlin. Den blev också berömd för sina storartade dekorationer som gjordes av den kände arkitekten Karl Friedrich Schinkel.

## Personer
- Undine (sopran)
- Huldbrand (baryton)
- Berthalda (sopran)
- Heilmann (bas)
- Kühleborn (bas
- Fiskare (bas)
- Fiskarens hustru (mezzosopran)
- Ärkehertigen (tenor)
- Ärkehertiginnan (mezzosopran)

## Handling
Vattenanden Undine har tagits omhand av ett fiskarpar. Hon älskar Huldbrand och genom att gifta sig med en dödlig man kan hon erhålla en själ, men om hon blir bedragen kommer hon att dö. Vattenanden Kühleborn befarar vad som kan ske och sätter sig emot äktenskapet. Trots att hon fortfarande dras till vattnet gifter sig Undine med Huldbrand. Efter bröllopet träffar Undine kvinnan Berthalda som också är adopterad av ärkehertigparet. När Berthalda får reda på att hennes riktiga föräldrar bara är enkla fiskare blir hon rasande. Huldbrand och Undine följer efter. Men Huldbrand blir illa till mods när han ser hur lätt Undine fortfarande umgås med vattenandarna. Han förskjuter henne och gifter sig med Berthalda. Vid bröllopet uppenbarar sig Undine i en fontän. Tillsammans söker hon och Huldbrand tillsammans lyckan i döden.